# Luz cansada

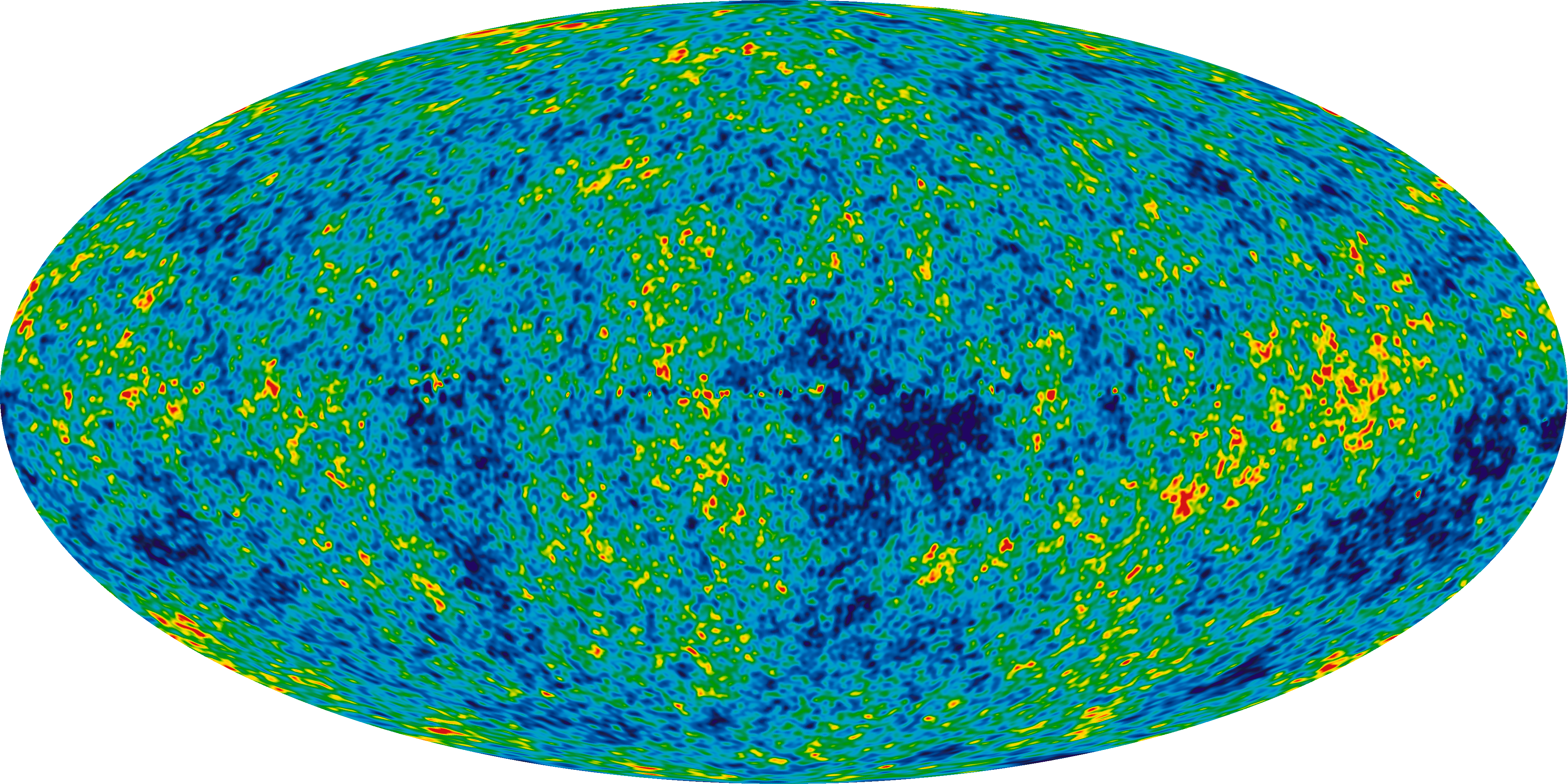
Einstein postuló que la luz podía, por razones no especificadas, perder energía en proporción a la distancia recorrida, de ahí el nombre de «luz cansada»

La luz cansada (del inglés: tired light) es una teoría para reconciliar la teoría del universo estático con la observación de la expansión del universo. Esto último se deduce de la observación de un corrimiento al rojo proporcional a la distancia a las galaxias, esta idea fue defendida por Fritz Zwicky en 1929 como una explicación alternativa posible. El término fue acuñado por Richard Tolman como una interpretación alternativa de Georges Lemaitre y Edwin Hubble universo corrimiento al rojo. Hubble y Lemaitre creían que el corrimiento al rojo cósmico fue causada por el estiramiento de las ondas de luz a medida que viajan en el espacio en expansión; Zwicky creía que el corrimiento al rojo cósmico era causado por los fotones de energía que va perdiendo con la distancia, probablemente debido a los campos gravitatorios de la resistencia entre la fuente y el detector. Otra explicación sería la Producción de pares Breit-Wheeler, José Comas y Solá se refirió a algo similar en la edición de 1933 de su obra 'Astronomía', pag 197 (Labor)
Einstein postuló que la luz podía, por razones no especificadas, perder energía en proporción a la distancia recorrida, de ahí el nombre de «luz cansada». Si, por un solo fotón, la luz cansada es indistinguible de la hipótesis de la expansión del universo, la teoría hace predicciones diferentes en algunos contextos. En particular, una distribución de los fotones con un espectro de cuerpo negro de la atención, incluso si no está en equilibrio térmico, un espectro de cuerpo negro, debido a la expansión del universo, con una temperatura que disminuye con el tiempo. En el caso de la luz del espectro de cuerpo negro cansado tradicional se distorsiona con el tiempo.
Aunque normalmente la luz cansada se considera por interés histórico, a veces junto con las sugerencias del corrimiento al rojo intrínseco, es utilizada por cosmologías no convencionales. En 1981, H. J. Reboul resumió muchos que habían sido discutidos en la literatura desde los años 1930. En 2001, Geoffrey Burbidge remarcó en una revisión que la mayoría de la comunidad científica ha marginalizado este tipo de discusiones desde los años 1960. Burbidge y Halton Arp, mientras investigaban el misterio de la naturaleza de los cuásares, intentaron desarrollar mecanismos de corrimiento al rojo alternativos y unos cuantos de sus científicos seguidores reconocieron su trabajo. Los mecanismos diferentes alternativos no son consideradas generalmente como plausibles, porque no causan dilatación del tiempo.

## Los nuevos modelos
La expansión cósmica en escala (1999) de C. Johan Masreliez es una cosmología física completa y adopta luz cansada con dilatación del tiempo.